# Сеј (Мозел)
Сеј (Мозел) (фр. Seille) је река у Француској. Дуга је 138 km. Улива се у Мозел. 